# Ungleichung von Erdös-Mordell

Ungleichung von Erdös und Mordell:

Die Ungleichung von Erdös-Mordell, manchmal auch als Satz von Erdös-Mordell bezeichnet, ist eine Aussage über die Abstände eines Punktes in einem Dreieck von dessen Ecken und Seiten. Sie besagt, dass die Summe der Abstände von den Ecken mindestens doppelt so groß ist wie die Summe der Abstände von den Seiten.

## Ungleichung
Für einen Punkt {\displaystyle P} im Inneren eines Dreiecks {\displaystyle \triangle ABC} gilt die folgende Ungleichung:
{\displaystyle |PA|+|PB|+|PC|\geq 2(|PF_{a}|+|PF_{b}|+|PF_{c}|)}.
Hierbei sind {\displaystyle F_{a},F_{b},F_{c}} die Fußpunkte der Lote vom Punkt {\displaystyle P} auf die (verlängerten) Dreiecksseiten.
Gleichheit tritt nur auf, wenn es sich um ein gleichseitiges Dreieck handelt und {\displaystyle P} dessen Schwerpunkt ist.

## Verallgemeinerungen und verwandte Aussagen
Die Ungleichung von Erdös-Mordell lässt sich auf konvexe Polygone verallgemeinern. Für ein konvexes Polygon mit Eckpunkten {\displaystyle A_{1},A_{2},\ldots ,A_{n}} und einem Punkt {\displaystyle P} in seinem Inneren bezeichne {\displaystyle F_{1},F_{2},\ldots ,F_{n}} die Fußpunkte der Lote von {\displaystyle P}  auf die (verlängerten) Polygonseiten {\displaystyle A_{1}A_{2},\ldots ,A_{n-1}A_{n},A_{n}A_{1}}. Es gilt dann die folgende Ungleichung:
{\displaystyle \sum _{k=1}^{n}|PA_{k}|\geq \sec \left({\frac {\pi }{n}}\right)\sum _{k=1}^{n}|PF_{k}|}.
Hierbei bezeichnet {\displaystyle \sec } die Sekansfunktion und im Fall {\displaystyle n=3} erhält man wegen {\displaystyle \sec \left({\tfrac {\pi }{3}}\right)=2} genau die Ungleichung von Erdös-Mordell.
Für den Tetraeder lässt sich eine räumliche Variante der Ungleichung von Erdös-Mordell formulieren. Für einen Tetraeder {\displaystyle ABCD} bei dem der Mittelpunkt seiner Umkugel sich innerhalb des Tetraeders befindet, bezeichne {\displaystyle P} einen weiteren inneren Punkt des Tetraedes und {\displaystyle F_{ABC},F_{ABD},F_{ADC},F_{DBC}} die Fußpunkte der Lote von {\displaystyle P} auf die Flächen des Tetraeders beziehungsweise auf die Ebenen, in denen diese Flächen eingebettet sind. Es gilt dann die folgende Ungleichung:
{\displaystyle |PA|+|PB|+|PC|+|PD|\geq 2{\sqrt {2}}(|PF_{ABC}|+|PF_{ABD}|+|PF_{ADC}|+|PF_{DBC}|)}

## Geschichte
Die Ungleichung wurde 1935 von Paul Erdős als Problem 3740 im American Mathematical Monthly beschrieben und ein erster Beweis wurde von Louis Mordell im selben Jahr in einer ungarischen Zeitschrift veröffentlicht. David Francis Barrow fand einen zweiten Beweis, der zudem eine Verschärfung der Ungleichung liefert (Ungleichung von Barrow). Beide Beweise verwenden trigonometrische Funktionen und wurden 1937 zusammen im American Mathematical Monthly veröffentlicht. Weitere einfachere elementargeometrische Beweise stammen unter anderem von D. K. Kazarinoff (1957), Leon Bankoff (1958) und Claudi Alsina/Roger B. Nelsen (2007).
Eine entsprechende Ungleichung für Vierecke wurde 1958 von A. Florian bewiesen. Die Verallgemeinerung auf konvexe Polygone wurde zunächst 1961 von László Fejes Tóth vermutet und dann von Hans-Christof Lenhard im gleichen Jahr bewiesen.